# Lista dos ganhadores do Jogador Mais Valioso da NBA
O prêmio de MVP (Most Valuable Player) é dado anualmente pela liga norte-americana ao jogador que é considerado o mais importante da liga através de votação. O vencedor ganha o troféu Maurice Podoloff, que foi o primeiro "diretor" da NBA. A votação é iniciada logo após o fim da temporada regular, ou seja, não considera os playoffs para eleger o mais valioso da temporada. Até a temporada de 1980, a votação era realizada entre os próprios jogadores da liga, mas, desde então, o prêmio é dado por jornalistas credenciados tanto nos Estados Unidos quanto no Canadá.

## Lista de todos os MVPs
| Ano     | Jogador               | Franquia               |
| ------- | --------------------- | ---------------------- |
| 1955-56 | Bob Pettit            | St. Louis Hawks        |
| 1956-57 | Bob Cousy             | Boston Celtics         |
| 1957-58 | Bill Russell          | Boston Celtics         |
| 1958-59 | Bob Pettit            | St. Louis Hawks        |
| 1959-60 | Wilt Chamberlain      | Philadelphia Warriors  |
| 1960-61 | Bill Russell          | Boston Celtics         |
| 1961-62 | Bill Russell          | Boston Celtics         |
| 1962-63 | Bill Russell          | Boston Celtics         |
| 1963-64 | Oscar Robertson       | Cincinnati Royals      |
| 1964-65 | Bill Russell          | Boston Celtics         |
| 1965-66 | Wilt Chamberlain      | Philadelphia Warriors  |
| 1966-67 | Wilt Chamberlain      | Philadelphia Warriors  |
| 1967-68 | Wilt Chamberlain      | Philadelphia Warriors  |
| 1968-69 | Wes Unseld            | Baltimore Bullets      |
| 1969-70 | Willis Reed           | New York Knicks        |
| 1970-71 | Kareem Abdul-Jabbar   | Milwaukee Bucks        |
| 1971-72 | Kareem Abdul-Jabbar   | Milwaukee Bucks        |
| 1972-73 | Dave Cowens           | Boston Celtics         |
| 1973-74 | Kareem Abdul-Jabbar   | Milwaukee Bucks        |
| 1974-75 | Bob McAdoo            | Buffalo Braves         |
| 1975-76 | Kareem Abdul-Jabbar   | Los Angeles Lakers     |
| 1976-77 | Kareem Abdul-Jabbar   | Los Angeles Lakers     |
| 1977-78 | Bill Walton           | Portland Trail Blazers |
| 1978-79 | Moses Malone          | Houston Rockets        |
| 1979-80 | Kareem Abdul-Jabbar   | Los Angeles Lakers     |
| 1980-81 | Julius Erving         | Philadelphia 76ers     |
| 1981-82 | Moses Malone          | Houston Rockets        |
| 1982-83 | Moses Malone          | Philadelphia 76ers     |
| 1983-84 | Larry Bird            | Boston Celtics         |
| 1984-85 | Larry Bird            | Boston Celtics         |
| 1985-86 | Larry Bird            | Boston Celtics         |
| 1986-87 | Magic Johnson         | Los Angeles Lakers     |
| 1987-88 | Michael Jordan        | Chicago Bulls          |
| 1988-89 | Magic Johnson         | Los Angeles Lakers     |
| 1989-90 | Magic Johnson         | Los Angeles Lakers     |
| 1990-91 | Michael Jordan        | Chicago Bulls          |
| 1991-92 | Michael Jordan        | Chicago Bulls          |
| 1992-93 | Charles Barkley       | Phoenix Suns           |
| 1993-94 | Hakeem Olajuwon       | Houston Rockets        |
| 1994-95 | David Robinson        | San Antonio Spurs      |
| 1995-96 | Michael Jordan        | Chicago Bulls          |
| 1996-97 | Karl Malone           | Utah Jazz              |
| 1997-98 | Michael Jordan        | Chicago Bulls          |
| 1998-99 | Karl Malone           | Utah Jazz              |
| 1999-00 | Shaquille O'Neal      | Los Angeles Lakers     |
| 2000-01 | Allen Iverson         | Philadelphia 76ers     |
| 2001-02 | Tim Duncan            | San Antonio Spurs      |
| 2002-03 | Tim Duncan            | San Antonio Spurs      |
| 2003-04 | Kevin Garnett         | Minnesota Timberwolves |
| 2004-05 | Steve Nash            | Phoenix Suns           |
| 2005-06 | Steve Nash            | Phoenix Suns           |
| 2006-07 | Dirk Nowitzki         | Dallas Mavericks       |
| 2007-08 | Kobe Bryant           | Los Angeles Lakers     |
| 2008-09 | LeBron James          | Cleveland Cavaliers    |
| 2009-10 | LeBron James          | Cleveland Cavaliers    |
| 2010-11 | Derrick Rose          | Chicago Bulls          |
| 2011-12 | LeBron James          | Miami Heat             |
| 2012-13 | LeBron James          | Miami Heat             |
| 2013-14 | Kevin Durant          | Oklahoma City Thunder  |
| 2014-15 | Stephen Curry         | Golden State Warriors  |
| 2015-16 | Stephen Curry         | Golden State Warriors  |
| 2016-17 | Russell Westbrook     | Oklahoma City Thunder  |
| 2017-18 | James Harden          | Houston Rockets        |
| 2018-19 | Giannis Antetokounmpo | Milwaukee Bucks        |
| 2019-20 | Giannis Antetokounmpo | Milwaukee Bucks        |
| 2020-21 | Nikola Jokić          | Denver Nuggets         |
| 2021-22 | Nikola Jokić          | Denver Nuggets         |
| 2022-23 | Joel Embiid           | Philadelphia 76ers     |
| 2023-24 | Nikola Jokić          | Denver Nuggets         |